# برده‌داری در اسلام‌گرایی قرن ۲۱
گروه‌های اسلام گرای در سطح شبه حکومتی (به رسمیت شناخته نشده)، از جمله بوکو حرام و داعش، زنان و کودکان را، برای بردگی جنسی، ربوده‌اند و به بردگی درآورده‌اند. در سال ۲۰۱۴ میلادی هر دو گروه ذکر شده گزارش شدند که تعداد زیادی دختر و زن جوان را ربوده‌اند.

## به بردگی گرفتن

### توسط بوکو حرام
ظاهراً اولین گزارش برده‌گیری توسط بوکو حرام ۲۳ اردیبهشت ۱۳۹۲ بود که ویدئویی از رهبر بوکو حرام ابوبکر شکائو منتشر شد که می‌گوید گروهش در پاسخ به دستگیری زنان و کودکان اعضایش، زنان و بچه‌ها - از جمله دختران نوجوان - را گروگان گرفته‌اند.

### توسط داعش
اکونومیست گزارش می‌کند که داعش (همچنین گفته می‌شود "دولت اسلامی")، "در حد ۲۰۰۰ زن و بچه" را به اسارت گرفته‌است، و آن‌ها را به عنوان برده (کنیز)های جنسی می‌فروشد و توزیع می‌کند. متیو باربر، محقق تاریخ یزیدی در دانشگاه شیکاگو، بعداً اذعان داشت که فهرستی از ۴۸۰۰ زن و کودک به اسارت گرفته شدهٔ یزیدی را تهیه کرده‌است، و تخمین زد که تعداد کلی می‌تواند تا ۷۰۰۰ نفر باشد.

## تاریخچه
مقاله اصلی: تاریخ برده‌داری در جهان اسلام
در مطالعه تجارت عربی برده از 650 پس از میلاد تا 1905 پس از میلاد، که قاچاق انسان در شمال آفریقا، خاور میانه، و هند را در نظر می‌گیرد، پروفسور رالف آستن تعداد برده‌ها را 17,000,000 نفر تخمین می زند.

## نگرش‌های اسلام گرایان به برده داری
به گفته سی.ان. ان و اکونومیست، دولت اسلامی خودخوانده عراق و شام (داعش) «اعمال ربودن زنان به عنوان برده‌های جنسی که انجام می‌دهد را با اتخاذ سند از الهیات اسلامی توجیه می‌کند.» مقاله ای تحت عنوان، 'احیای برده داری قبل از الساعه،' (روز قیامت)، که در مجله آنلاین داعش منتشر شده، ادعا کرده که زنان یزیدی را می‌توان اسیر گرفت و تحت شرع اسلامی مجبورشان کرد تا برده‌های جنسی شوند یا زنان متعه ای شوند، «آدم باید یادش باشد که به بردگی کشیدن خانواده‌های کفار و زنانشان را به عنوان زنان متعه ای گرفتن یک جنبه کاملاً ثابت شده از شریعت، یا شرع اسلام است.»
در اواخر ۲۰۱۴ میلادی داعش رساله ای چاپی در باب چگونگی رفتار با بردگان مؤنث منتشر کرد.